# Mar de Bering

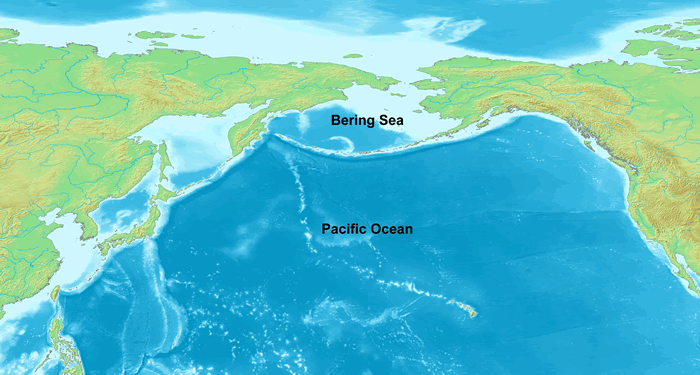
Mapa representando o mar de Bering e a sua localização no oceano Pacífico. O estreito de Bering é visível ao fundo.

O mar de Bering é uma extensão marítima no extremo norte do oceano Pacífico com mais de 2 000 000 km² de área. Está limitado a norte pelo Alasca, estreito de Bering (que o liga ao oceano Ártico) e nordeste da Sibéria e a sul pela península do Alasca e ilhas Aleutas. O mar recebeu o nome do seu descobridor, o navegador dinamarquês Vitus Bering.
Durante a última era glacial, o nível do mar baixou o suficiente para permitir que o homem e outros animais migrassem da Ásia para a América do Norte por terra. Chama-se muitas vezes a este fenómeno "Ponte Terrestre de Bering".

## História

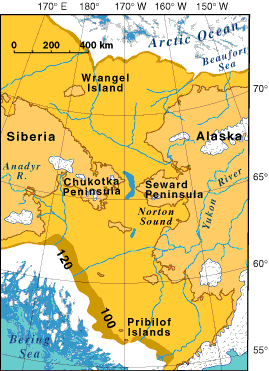
Ponte Terrestre de Bering, também conhecida como Beríngia.

No Tempo da Rússia Imperial, as terras do Alasca pertenciam ao Império Russo. Em 1867 os Estados Unidos compraram as terras da Ásia por cerca de apenas 25,2 milhões de dólares. Os EUA ficaram com as rochas ocidentais  do Estreito de Bering.